# Vicariato apostólico de Darién
El vicariato apostólico de Darién (en latín: Vicariatus Apostolicus Darienensis) es una circunscripción eclesiástica de la Iglesia católica en Panamá. Se trata de un vicariato apostólico latino, inmediatamente sujeto a la Santa Sede. Desde el 12 de febrero de 2005 su vicario apostólico es el obispo Pedro Joaquín Hernández Cantarero, de los Misioneros Hijos del Inmaculado Corazón de María.

## Territorio y organización
El vicariato apostólico tiene 16 666 km² y extiende su jurisdicción sobre los fieles católicos de rito latino residentes en la provincia de Darién y en las comarcas de Emberá-Wounaan y Wargandí.
La sede del vicariato apostólico se encuentra en la ciudad de Metetí, en donde se halla la Catedral de Nuestra Señora de Guadalupe.
En 2022 en el vicariato apostólico existían 10 parroquias.

## Historia
El vicariato apostólico fue erigido el 29 de noviembre de 1925, obteniendo el territorio de la diócesis de Panamá (hoy arquidiócesis).
El 15 de diciembre de 1988 cedió una porción de su territorio para la erección de la diócesis de Colón (hoy diócesis de Colón-Kuna Yala) mediante la bula Cum Venerabiles Fratres del papa Juan Pablo II.

## Estadísticas
Según el Anuario Pontificio 2023 el vicariato apostólico tenía a fines de 2022 un total de 53 700 fieles bautizados.
| Año                                                                             | Población | Población | Población      | Sacerdotes | Sacerdotes | Sacerdotes | Católicos por sacerdote | Diáconos permanentes | Religiosos | Religiosos | Parroquias y cuasiparroquias |
| Año                                                                             | Católicos | Total     | % de católicos | Total      | Diocesanos | Regulares  | Católicos por sacerdote | Diáconos permanentes | Masculinos | Femeninos  | Parroquias y cuasiparroquias |
| ------------------------------------------------------------------------------- | --------- | --------- | -------------- | ---------- | ---------- | ---------- | ----------------------- | -------------------- | ---------- | ---------- | ---------------------------- |
| 1949                                                                            | 80 000    | 100 000   | 80.0           | 23         | 1          | 22         | 3478                    |                      | 37         | 51         | 4                            |
| 1966                                                                            | 113 198   | 138 698   | 81.6           | 24         | 1          | 23         | 4716                    |                      | 33         | 71         | 8                            |
| 1970                                                                            | 118 903   | 159 629   | 74.5           | 30         | 1          | 29         | 3963                    |                      | 39         | 64         |                              |
| 1976                                                                            | 135 000   | 175 000   | 77.1           | 36         | 2          | 34         | 3750                    |                      | 49         | 63         | 17                           |
| 1980                                                                            | 150 000   | 190 000   | 78.9           | 36         | 2          | 34         | 4166                    |                      | 52         | 65         | 17                           |
| 1990                                                                            | 30 000    | 36 000    | 83.3           | 5          |            | 5          | 6000                    | 1                    | 8          | 20         | 7                            |
| 1999                                                                            | 48 000    | 60 000    | 80.0           | 12         | 2          | 10         | 4000                    |                      | 13         | 18         |                              |
| 2000                                                                            | 48 000    | 60 000    | 80.0           | 9          | 2          | 7          | 5333                    |                      | 9          | 24         |                              |
| 2001                                                                            | 48 000    | 60 000    | 80.0           | 7          | 1          | 6          | 6857                    |                      | 9          | 29         |                              |
| 2002                                                                            | 48 000    | 60 000    | 80.0           | 8          | 1          | 7          | 6000                    | 1                    | 10         | 24         |                              |
| 2003                                                                            | 40 000    | 50 000    | 80.0           | 9          | 1          | 8          | 4444                    |                      | 9          | 28         |                              |
| 2004                                                                            | 40 000    | 50 000    | 80.0           | 13         | 4          | 9          | 3076                    |                      | 11         | 27         |                              |
| 2010                                                                            | 44 700    | 55 900    | 80.0           | 14         | 4          | 10         | 3192                    |                      | 13         | 21         | 9                            |
| 2014                                                                            | 48 700    | 60 800    | 80.1           | 13         | 5          | 8          | 3746                    |                      | 9          | 15         | 9                            |
| 2017                                                                            | 50 252    | 56 420    | 89.1           | 13         | 7          | 6          | 3865                    |                      | 7          | 12         | 10                           |
| 2020                                                                            | 52 550    | 58 835    | 89.3           | 14         | 8          | 6          | 3753                    |                      | 6          | 12         | 9                            |
| 2022                                                                            | 53 700    | 60 800    | 88.3           | 13         | 7          | 6          | 4130                    |                      | 7          | 8          | 10                           |
| Fuente: Catholic-Hierarchy, que a su vez toma los datos del Anuario Pontificio. |           |           |                |            |            |            |                         |                      |            |            |                              |

## Episcopologio
- Juan José Maíztegui y Besoitaiturria, C.M.F. † (14 de julio de 1926-1932 nombrado obispo auxiliar de Panamá)
- José María Preciado y Nieva, C.M.F. † (26 de febrero de 1934-19 de mayo de 1955 renunció)
- Jesús Serrano Pastor, C.M.F. † (7 de abril de 1956-22 de julio de 1981 retirado)
- Carlos María Ariz Bolea, C.M.F. (22 de julio de 1981-15 de diciembre de 1988 nombrado obispo de Colón)
- Rómulo Emiliani Sánchez, C.M.F. (15 de diciembre de 1988-2 de febrero de 2002 nombrado obispo auxiliar de San Pedro Sula)
  - Sede vacante (2002-2005)
- Pedro Joaquín Hernández Cantarero, C.M.F., desde el 12 de febrero de 2005